# Sphaerochthonius dilutus
Sphaerochthonius dilutus är en kvalsterart som beskrevs av Sergienko 1991. Sphaerochthonius dilutus ingår i släktet Sphaerochthonius och familjen Sphaerochthoniidae. Inga underarter finns listade i Catalogue of Life.